# Staatsmeisterschaft von Maranhão
Die Staatsmeisterschaft von Maranhão ist die Fußballmeisterschaft des Bundesstaates Maranhão (portugiesisch: Campeonato Maranhense de Futebol) in Brasilien. Sie wird seit 1918 jährlich – mit Ausnahme von 1929, 1931 und 1936 – ausgetragen und vom Fußballlandesverband der Federação Maranhense de Futebol (FMF) organisiert.
Rekordmeister ist der Sampaio Corrêa Futebol Clube aus der Landeshauptstadt São Luís mit 37 Titeln.

## Sieger
| Rekordmeister: Sampaio Corrêa FC | 0 | 37 Titel | Sampaio Corrêa FC (São Luís) |
| Rekordmeister: Sampaio Corrêa FC | 0 | 26 Titel | Moto Club (São Luís) |
| Rekordmeister: Sampaio Corrêa FC | 0 | 17 Titel | Maranhão AC (São Luís) |
| Rekordmeister: Sampaio Corrêa FC | 0 | 08 Titel | SC Luso Brasileiro (São Luís) |
| Rekordmeister: Sampaio Corrêa FC | 0 | 04 Titel | Ferroviário EC (São Luís) |
| Rekordmeister: Sampaio Corrêa FC | 0 | 03 Titel | SE Tupan (São Luís) Imperatriz |
| Rekordmeister: Sampaio Corrêa FC | 0 | 01 Titel | Football AC (São Luís) Fênix FC (São Luís) Vasco da Gama FC (São Luís) SC Sírio Brasileiro (São Luís) Vitória do Mar FC (Paço do Lumiar) Bacabal EC JV Lideral FC (Imperatriz) |

## Meisterschaftshistorie
| - 2025 Maranhão AC - 2024 Sampaio Corrêa FC - 2023 Maranhão AC - 2022 Sampaio Corrêa FC - 2021 Sampaio Corrêa FC - 2020 Sampaio Corrêa FC - 2019 Imperatriz - 2018 Moto Club - 2017 Sampaio Corrêa FC - 2016 Moto Club - 2015 Imperatriz - 2014 Sampaio Corrêa FC - 2013 Maranhão AC - 2012 Sampaio Corrêa FC - 2011 Sampaio Corrêa FC - 2010 Sampaio Corrêa FC - 2009 JV Lideral FC - 2008 Moto Club - 2007 Maranhão AC - 2006 Moto Club - 2005 Imperatriz - 2004 Moto Club - 2003 Sampaio Corrêa FC - 2002 Sampaio Corrêa FC - 2001 Moto Club - 2000 Moto Club - 1999 Maranhão AC - 1998 Sampaio Corrêa FC - 1997 Sampaio Corrêa FC - 1996 Bacabal EC - 1995 Maranhão AC - 1994 Maranhão AC - 1993 Maranhão AC - 1992 Sampaio Corrêa FC - 1991 Sampaio Corrêa FC - 1990 Sampaio Corrêa FC - 1989 Moto Club - 1988 Sampaio Corrêa FC - 1987 Sampaio Corrêa FC - 1986 Sampaio Corrêa FC - 1985 Sampaio Corrêa FC - 1984 Sampaio Corrêa FC - 1983 Moto Club - 1982 Moto Club - 1981 Moto Club - 1980 Sampaio Corrêa FC - 1979 Maranhão AC - 1978 Sampaio Corrêa FC - 1977 Moto Club - 1976 Sampaio Corrêa FC - 1975 Sampaio Corrêa FC - 1974 Moto Club - 1973 Ferroviário EC - 1972 Sampaio Corrêa FC - 1971 Ferroviário EC - 1970 Maranhão AC - 1969 Maranhão AC - 1968 Moto Club - 1967 Moto Club - 1966 Moto Club - 1965 Sampaio Corrêa FC - 1964 Sampaio Corrêa FC - 1963 Maranhão AC - 1962 Sampaio Corrêa FC - 1961 Sampaio Corrêa FC - 1960 Moto Club - 1959 Moto Club - 1958 Ferroviário EC - 1957 Ferroviário EC - 1956 Sampaio Corrêa FC - 1955 Moto Club - 1954 Sampaio Corrêa FC - 1953 Sampaio Corrêa FC - 1952 Vitória do Mar FC - 1951 Maranhão AC - 1950 Moto Club - 1949 Moto Club - 1948 Moto Club - 1947 Moto Club - 1946 Moto Club - 1945 Moto Club - 1944 Moto Club - 1943 Maranhão AC - 1942 Sampaio Corrêa FC - 1941 Maranhão AC - 1940 Sampaio Corrêa FC - 1939 Maranhão AC - 1938 SE Tupan - 1937 Maranhão AC - 1936 Meisterschaft nicht ausgetragen - 1935 SE Tupan - 1934 Sampaio Corrêa FC - 1933 Sampaio Corrêa FC - 1932 SE Tupan - 1931 Meisterschaft nicht beendet - 1930 SC Sírio Brasileiro - 1929 Meisterschaft nicht ausgetragen - 1928 Vasco da Gama FC - 1927 SC Luso Brasileiro - 1926 SC Luso Brasileiro - 1925 SC Luso Brasileiro - 1924 SC Luso Brasileiro - 1923 SC Luso Brasileiro - 1922 SC Luso Brasileiro - 1921 Fênix FC - 1920 Football AC - 1919 SC Luso Brasileiro - 1918 SC Luso Brasileiro |